# Kuzuyatağı
Kuzuyatağı (früher Miseyri, Miseri und Gözübüyük) ist ein Dorf im Landkreis Yavuzeli der türkischen Provinz Gaziantep. Kuzuyatağı liegt etwa 62 km nordöstlich der Provinzhauptstadt Gaziantep und 23 km östlich von Yavuzeli. Kuzuyatağı hatte laut der letzten Volkszählung 728 Einwohner (Stand Ende Dezember 2010). Das Dorf liegt an der Provinzgrenze zu Şanlıurfa. Der Euphrat fließt etwa 5 km östlich des Dorfes in das nahegelegene Syrien. Kuzuyatağı selbst liegt am Nordufer des Flusses Merzumen.
Im Jahre 2000 hatte Kuzuyatağı 1.402 Einwohner, die Bevölkerung ist jedoch durch Landflucht rückläufig. Viele Bürger von Kuzuyatağı sind in den letzten Jahren nach Antalya, Gaziantep und Westeuropa ausgewandert. Die Haupteinnahmequelle ist der Anbau von Pistazien. Daneben werden Trauben und verschiedene Getreidearten angebaut. Es wird auch Viehzucht betrieben. Im Dorfzentrum gibt es eine römische Befestigungsanlage und etwas südlich davon befinden sich Steingräber.